# Gournay-en-Bray
Gournay-en-Bray is een gemeente in het Franse departement Seine-Maritime (regio Normandië) en telt 6275 inwoners (1999). De plaats maakt deel uit van het arrondissement Dieppe.

## Geografie
De oppervlakte van Gournay-en-Bray bedraagt 10,4 km², de bevolkingsdichtheid is 603,4 inwoners per km².
De onderstaande kaart toont de ligging van Gournay-en-Bray met de belangrijkste infrastructuur en aangrenzende gemeenten.

## Demografie
Onderstaande figuur toont het verloop van het inwonertal (bron: INSEE-tellingen).

## Afbeeldingen

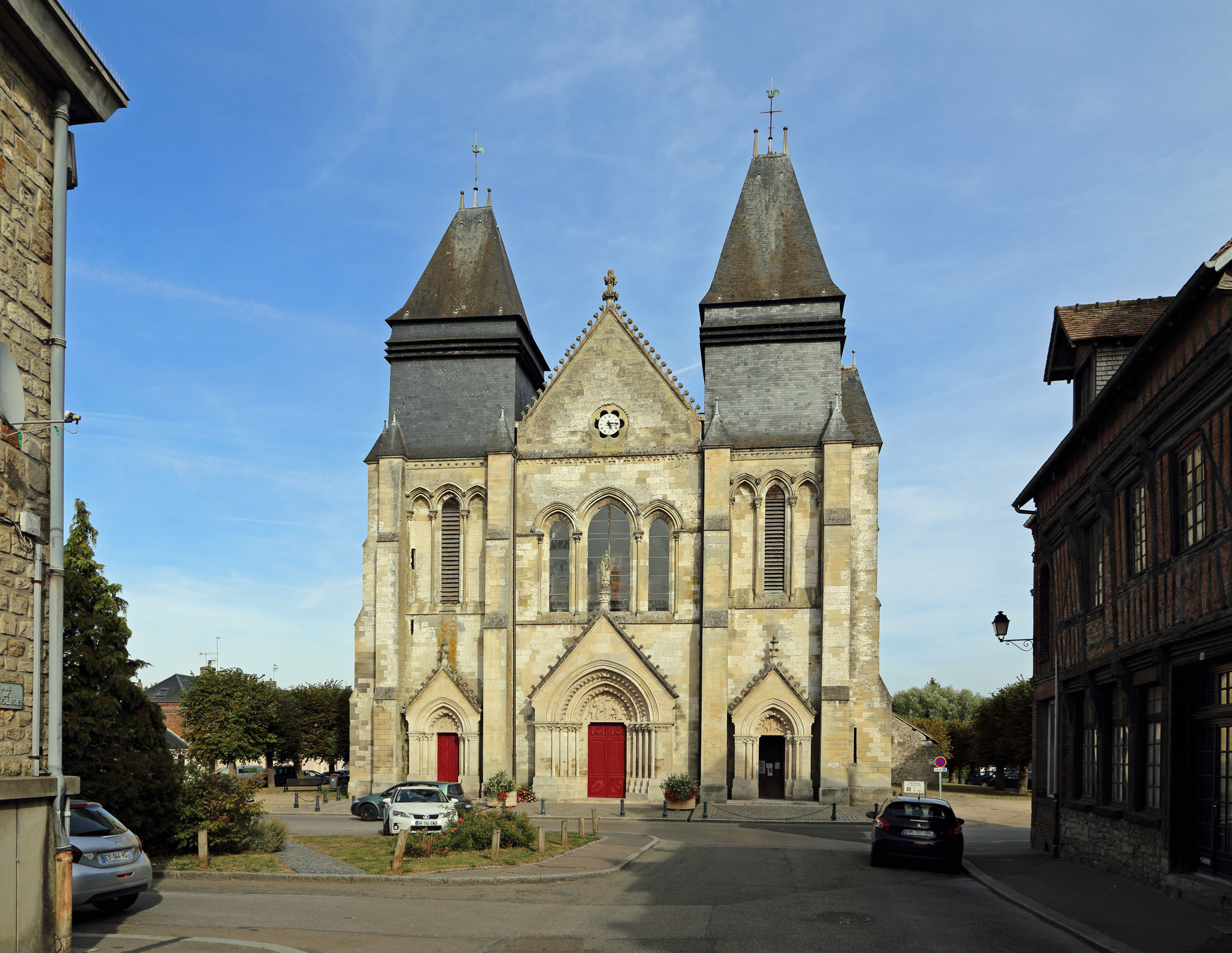
Kapittelkerk (Collégiale) Saint-Hildevert: westgevel
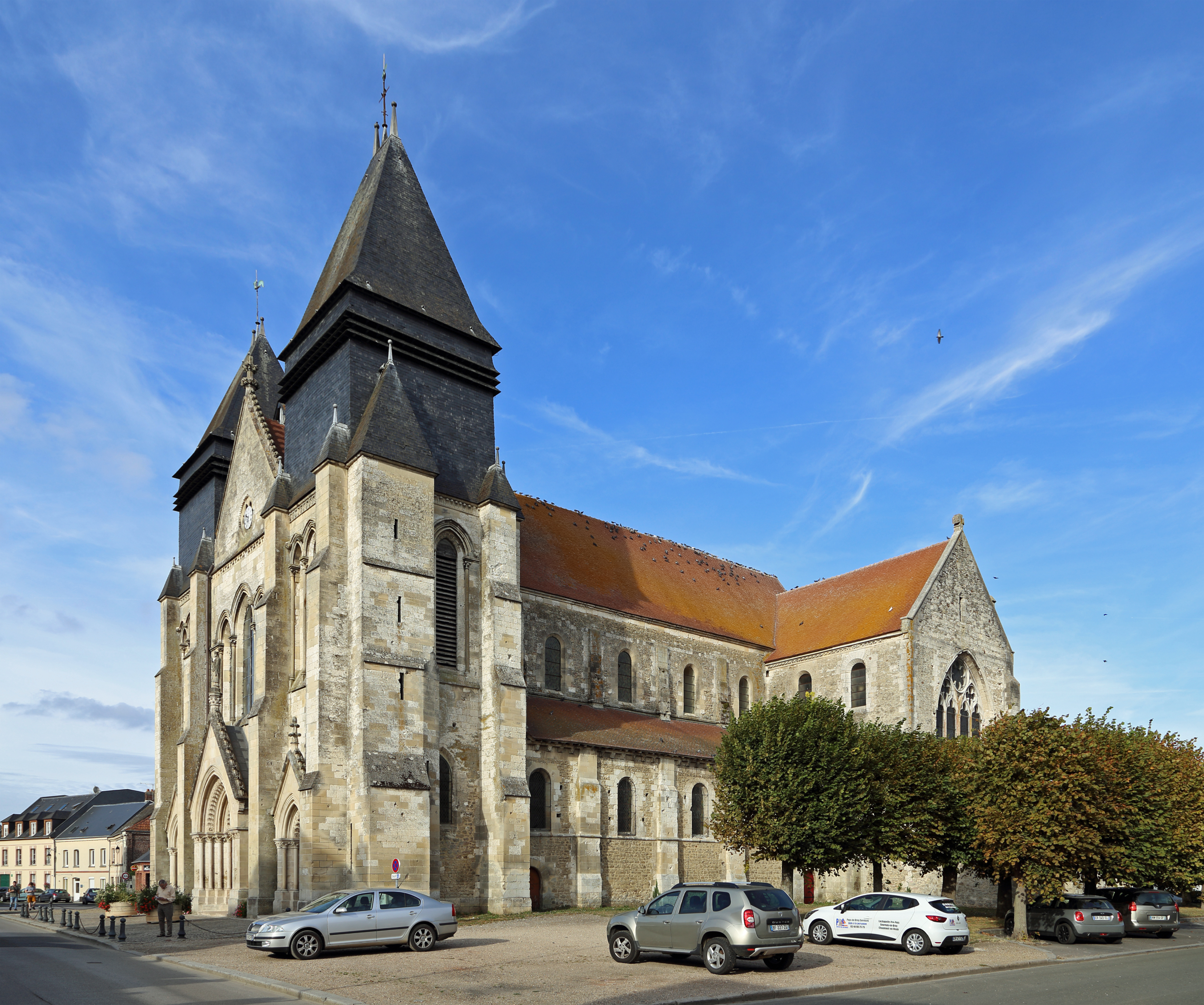
Saint-Hildevertkerk: zuidzijde
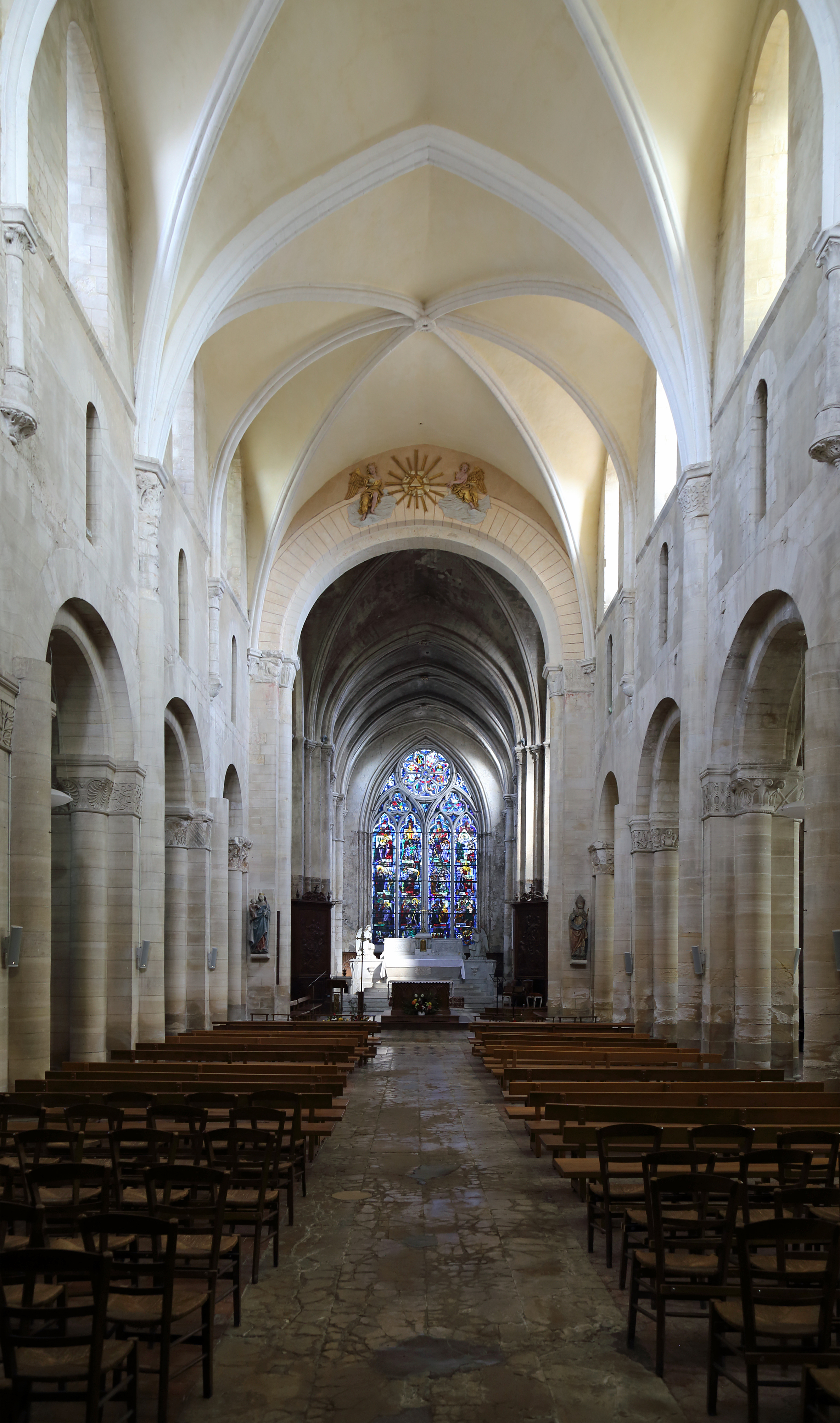
Interieur van de Saint-Hildevertkerk
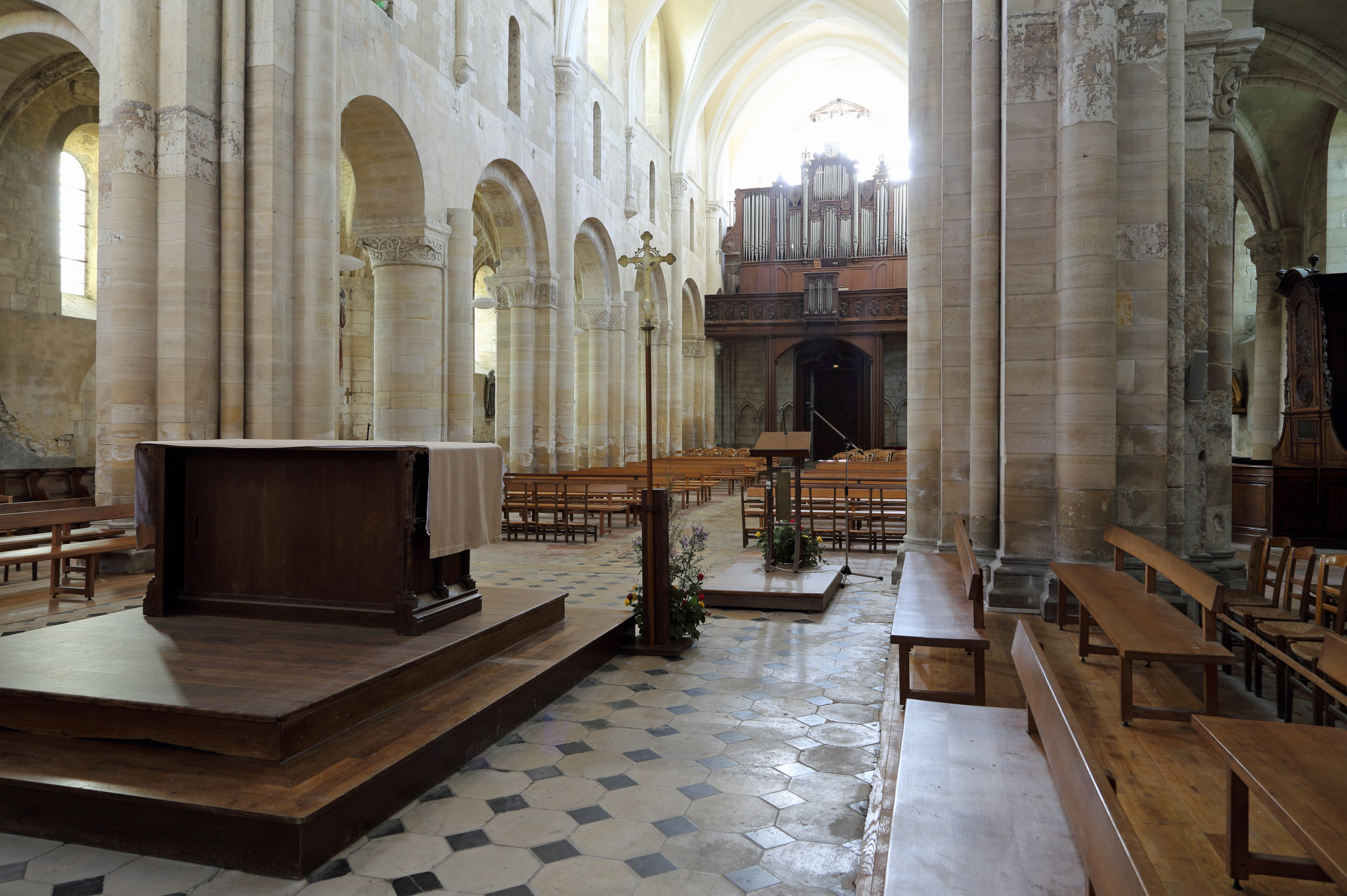
Interieur van de Saint-Hildevertkerk